# Discocyrtoides
Discocyrtoides is een geslacht van hooiwagens uit de familie Gonyleptidae.
De wetenschappelijke naam Discocyrtoides is voor het eerst geldig gepubliceerd door Mello-Leitão in 1923. 

## Soorten
Discocyrtoides is monotypisch en omvat slechts de volgende soort:
- Discocyrtoides nigricans